# مرکز علمی ماکائو
مرکز علمی ماکائو (چینی: 澳門科學館)، یک مرکز علمی در ماکائو، چین است. پروژه ساخت این مرکز در سال ۲۰۰۱ آغاز گردید و در سال ۲۰۰۹ به پایان رسید. این مرکز توسط رئیس جمهور چین، هوجینگ تائو در دسامبر ۲۰۰۹ افتتاح شد.
این مرکز دارای ظاهری متمایز، نامتقارن و مخروطی شکل و راه پله‌ای مارپیچ و سقفی بلند است.